# Steve Tracy
Steve Tracy, oprindeligt Steven Crumrine (født 3. oktober 1952, død 27. november 1986) var en amerikansk skuespiller. Tracy var bedst kendt for sin rolle som Percival Dalton i Little House on the Prairie.

## Biografi

### Liv og uddannelse
Tracy blev født i en irsk-tysk familie. Han gik på Kent State University i Ohio, og han studerende i teaterafdelingen ved Los Angeles City College samt Harvey Lembeck Comedy Workshop.

### Karriere
Tracy er kendt for sin tilbagevendende rolle som Percival Dalton i tv-serien Little House on the Prairie. Hans rolle blev introduceret til serien i begyndelsen af 1980'erne.
Efter seriens afslutning bevarede Tracy et venskab skuespillerinden Alison Arngrim. Arngrim og Tracy var meget tætte, mens de filmede på settet. I løbet af serien gik der rygter om, at han og Arngrim havde et kærlighedsforhold. Arngrim har udtalt, at hun var den eneste på settet, der vidste, at Tracy var homoseksuel.
Tracy optrådte i adskillige film og tv-programmer fra 1977 til 1986, herunder Quincy, ME, The Jeffersons og National Lampoon's Class Reunion.
Seks måneder før sin død optrådte han i teaterstykket AIDS/US: Portraits in Personal Courage i Los Angeles. Stykket omhandlede sande historier om at have AIDS eller miste familiemedlemmer til AIDS. Halvdelen af de medvirkende i stykket var heteroseksuelle på et tidspunkt, hvor AIDS stadig blev anset for kun at ramme homoseksuelle mænd. Tracy var den eneste professionelle skuespiller i produktionen, da alle andre deltagere var ikke-skuespillere, der fortalte deres historier på scenen.

### Død
Tracy døde af AIDS-relaterede komplikationer den 27. november 1986, hvorefter hans tætte veninde, Alison Arngrim, blev involveret i AIDS-aktivisme. Tracys aske blev spredt under Hollywood-skiltet i Hollywood Hills, Los Angeles, under bogstavet "D".

## Filmografi
| År        | Titel                            | Rolle           | Noter                                               |
| --------- | -------------------------------- | --------------- | --------------------------------------------------- |
| 1977      | Tungt udstyr                     | Chester         | Spillefilm                                          |
| 1978      | James på 15                      | Ernie           | Afsnit: "Queen of the Silver Dollar"                |
| 1979      | Quincy, MIG                      | Barn            | Afsnit: "Walk Softly Through the Night: Part 1 & 2" |
| 1979      | Under Ultra-Vixens-dalen         | Rhett           | Spillefilm                                          |
| 1980-1981 | Lille hus på prærien             | Percival Dalton | Semi-almindelig rolle (11 afsnit)                   |
| 1981      | Desperate Moves                  | Andy Steigler   | Spillefilm (alias Steigler og Steigler )            |
| 1982      | The Jeffersons                   | Steve           | Afsnit: "Jeffersons Greatest Hits"                  |
| 1982      | National Lampoon's Class Reunion | Milt Friedman   | Spillefilm                                          |
| 1984      | Festspil kun for voksne          | Steven          | Spillefilm                                          |
| 1986      | Sig ja                           | Ekspedient      | Spillefilm                                          |
| 1987      | Fortællinger fra Darkside        | Røver           | Afsnit: "Miss May Dusa", (endelig optræden)         |

## Eksterne links
- Steve Tracy på Internet Movie Database (engelsk)
- Steve Tracy på AlloCiné (fransk)
- Steve Tracy på The Movie Database (engelsk)